# 여주 KCC스위첸
여주 KCC스위첸(영어: Yeoju KCC Switzen)는 대한민국 경기도 여주시 천송동에 위치한 아파트다. 지상 49층, 지하 2층이다. 101동과 102동의 높이는 171m이고 103동의 높이는 163m다. 최고 높이는 171m고 최고 층수는 49층이다. 2016년에 착공하여 2019년에 완공하였다. 여주시에 지어진 지상 40층 아파트다.

## 역사
2016년 2월 가칭 KCC스위첸이 들어선다고 한다. 이후 KCC스위첸을 공급한다고 한다. 8월에는 다음 달에 견본주택 오픈한다고 한다. 추석연휴 전에 당첨자가 발표되었고 계약 관련이 끝났다. 이후 착공하였고 2019년에 완공하였다. 완공 후 여주시에서 가장 높은 아파트가 되었다. 101동과 102동의 높이가 최고 높이고 층수가 최고 층수다.

## 구성
여주 KCC스위첸의 구성이다.
| 동 명칭 | 층수 | 높이 |
| ------- | ---- | ---- |
| 101동   | 49층 | 171m |
| 102동   | 49층 | 171m |
| 103동   | 47층 | 163m |

## 높이
최고 높이는 171m이고 최고 층수는 49층이다. 101동과 102동의 높이는 비슷하고 103동은 다른 동보다 낮다. 완공 당시 여주시에서 가장 높은 마천루가 되었다. 현재 여주시에서 가장 높은 마천루다. 여주시에서 최초로 170m 이상 아파트를 건설한 마천루다.

## 특징
49층 초고층 스카이뷰, 스위첸랜드, 옥상정원 등이 있다. 출입구는 3개동에 있고 차량 출입구는 101동에, 주출입구는 101동과 102동에 있다. 여주시 최고 49층의 아파트, 편의시설, 주민공동시설이 있다. 스마트 키가 있고 외관디자인, 시스템 등이 있다. 7가지 특화시스템이 적용되었다. 주차장은 지상과 지하에 위치하고 있다.

## 내부 시설

### 101동, 102동
| 층수                | 용도         |
| ------------------- | ------------ |
| 6층 ~ 49층          | 아파트       |
| 5층                 | 주민공동시설 |
| 2층 ~ 4층           | 지상주차장   |
| 1층                 | 근린생활시설 |
| 지하 2층 ~ 지하 1층 | 지하주차장   |

### 103동
| 층수                | 용도         |
| ------------------- | ------------ |
| 6층 ~ 47층          | 아파트       |
| 5층                 | 주민공동시설 |
| 2층 ~ 4층           | 지상주차장   |
| 1층                 | 근린생활시설 |
| 지하 2층 ~ 지하 1층 | 지하주차장   |

## 같이 보기
- 대한민국의 마천루 목록
- 경기도의 마천루 목록
- 여주시의 마천루 목록